# Alexandre Cavalcanti
Alexandre de Oliveira Cavalcanti (* 27. Dezember 1996 in Almada) ist ein portugiesischer Handballspieler. Der 2,03 m große linke Rückraumspieler spielt seit 2024 für den Bundesligisten MT Melsungen und steht zudem im Aufgebot der portugiesischen Nationalmannschaft.

## Privates
Alexandre Cavalcanti stammt aus einer Sportlerfamilie. Sein jüngerer Bruder Gabriel (* 2004) spielt bei Benfica Lissabon Handball. Sein brasilianischer Vater Marcelo (* 1955) und dessen Zwillingsbruder Mauricio spielten Volleyball, ebenso wie seine Schwester Amanda (* 2002) und sein Cousin Rafael (* 1999).

## Karriere

### Verein
Alexandre Cavalcanti begann mit dem Handballsport in seiner Heimatstadt Almada bei ES António Gedeão und Ginásio do Sul. 2013 wechselte er in die Jugend von Benfica Lissabon. In der Saison 2014/15 bestritt er sowohl für die Junioren- als auch die Reserve- und die Profimannschaft Einsätze. In der folgenden Spielzeit lief er hauptsächlich für die erste Mannschaft in der Andebol 1 auf. Ab 2016 war er dort Stammspieler und gewann 2016 und 2018 den Pokal. International debütierte er am 22. November 2014 im EHF Challenge Cup gegen FyllingenBergen aus Norwegen. In diesem Wettbewerb erreichte er das Halbfinale und im Folgejahr die Endspiele, welche in Addition gegen ABC/UMinho aus Braga verloren gingen. Die nächsten drei Jahre nahm er am EHF-Pokal teil. Ab 2019 lief er für den französischen Verein HBC Nantes in der Starligue auf, mit dem er 2020 Vizemeister wurde, im EHF-Pokal 2019/20 antrat und in der EHF Champions League 2020/21 das Final Four erreichte. Mit dem HBC gewann er im Dezember 2021 die Coupe de la Ligue, 2022 den Trophée des Champions und 2023 die Coupe de France.
Zur Saison 2024/25 wechselte er zum deutschen Bundesligisten MT Melsungen.

### Nationalmannschaft
In der portugiesischen Nationalmannschaft debütierte Cavalcanti am 5. April 2016 gegen Frankreich. Seitdem bestritt er bisher 90 Länderspiele, in denen er 119 Tore erzielte. Er stand im Aufgebot für die Europameisterschaft 2020 und die Weltmeisterschaft 2021. Für die Olympischen Spiele in Tokio wurde er in den Kader berufen, musste aber wenige Tage vor Turnierbeginn verletzungsbedingt passen.

### Erfolge
mit Benfica Lissabon
- Portugiesischer Pokalsieger: 2016 und 2018
- Portugiesischer Supercupsieger: 2017 und 2019
- EHF Challenge Cup: Finale 2016

mit dem HBC Nantes
- Coupe de la Ligue: 2021
- Trophée des Champions: 2022
- Coupe de France: 2023
- Französischer Vize-Meister: 2020
- EHF Champions League: 4. Platz 2021

mit der Nationalmannschaft
- Weltmeisterschaften: 10. Platz 2021
- Europameisterschaften: 6. Platz 2020